# يوناتان شتاينبرغ
يوناتان (يوني) أهرون شتاينبرغ (بالعبرية: יהונתן שטיינברג‏) (1980 - 7 تشرين الأول/أكتوبر 2023) كان ضابطًا في الجيش الإسرائيلي برتبة مقدم، وتولى قيادة لواء ناحال 933. تولى سابقًا قيادة مركز التدريب التكتيكي في الجيش الإسرائيلي، كما تولى قيادة لواء بنيامين، ومساعد قائد اللواء (العمليات) في تشكيل الصلب، وقيادة الكتيبة 931. قُتل خلال عملية طوفان الأقصى.

## النشأة
وُلِد في القدس لعائلة يهودية متدينة تتكوّن من خمسة أفراد. ترعرع في مستوطنة جفعات زئيف. درس في المدرسة الثانوية الدينية "خورف"، وفي يشيفات معاليه إلياهو في تل أبيب.

## المسيرة العسكرية
التحق يوناتان شتاينبرغ بالجيش الإسرائيلي في آب/أغسطس 2000 وعُيّن في الكتيبة 931 في لواء ناحال. عقبَ الانتهاء من التدريب الأساسي، خدم مقاتلاً في نفس الكتيبة التي عُيّن بها وخضع لدورة فيلق جمع الاستخبارات القتالية التابعة للجيش الإسرائيلي ومدرسة مرشح الضباط في الجيش، وبعد انتهاء الدورات عاد إلى الكتيبة 931، حيث صارَ قائدًا للفصيل وشارك في العمليات القتالية ضد فصائل المقاومة الفلسطينية خلال الانتفاضة الثانية، كما شغل فيما بعد منصب قائد سرية في الكتيبة 931 بين عامي 2011 و2012، وشغل منصب نائب قائد الكتيبة المذكورة، وشغل بعد ذلك منصب مساعد قائد اللواء (العمليات) في لواء ناحال بين عامي 2012 و2013. عُين لاحقًا سكرتيرًا عسكريًا لرئيس الأركان ثم أصبح في عام 2019 قائدًا للواء بنيامين في الجيش، وفي عام 2022 عُيّن قائدًا رئيسيًا للعمليات التكتيكية وشغل هذا المنصب حتى عام 2023 حين عُيّن قائدًا للواء 933 في أيار/مايو من نفس العام.

## مقتله
```

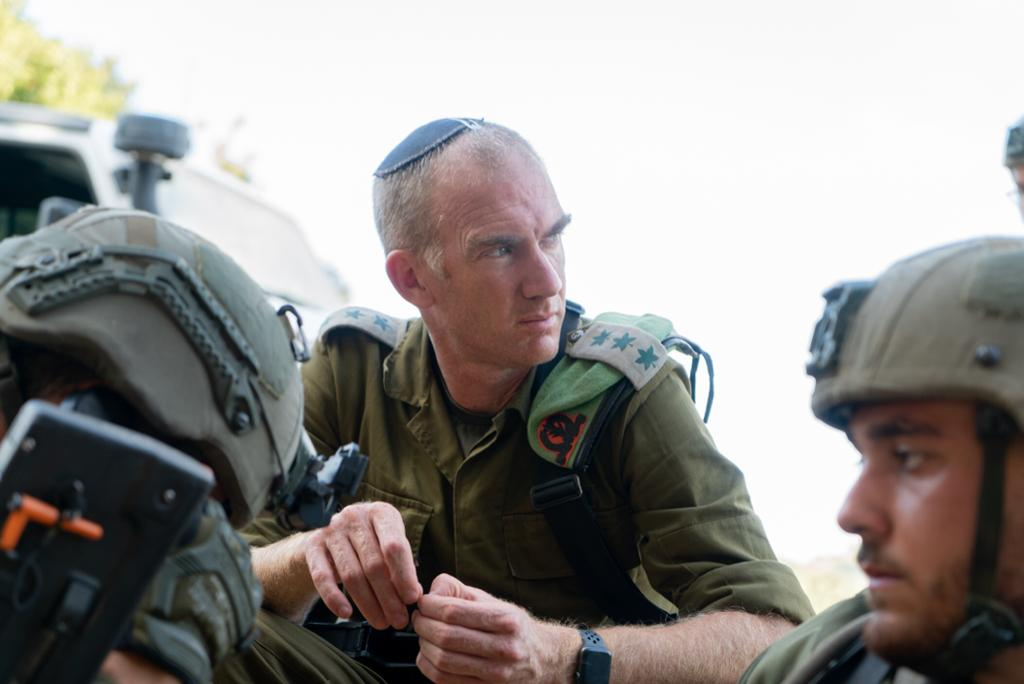
شتاينبرغ قبل وقت قصير من مقتله

خرج من منزله في بداية الهجوم المفاجئ على إسرائيل، في 7 أكتوبر 
2023
، بقصد الانضمام إلى جنوده في المستوطنات الموجودة في محيط 
قطاع غزة
، وقُتل خلال مواجهةٍ مع مقاومين فلسطينيين من 
كتائب الشهيد عز الدين القسام
 على مقربةٍ من 
معبر كرم أبو سالم
 خلال 
عملية طوفان الأقصى
.
[
4
]
 كان اسمه من بين أوائل قتلى 
الجيش الإسرائيلي
 في الحرب الذين تم الإعلان عنهم للجمهور. دُفن في المقبرة العسكرية في 
جبل هرتسل
.
```